# Inchiostro simpatico
"Il sale idrato perde col calore l'acqua di cristallizzazione e si converte in una sostanza azzurra che è il sale anidro. Se con la soluzione rosea diluita di cloruro di cobalto si scrive in un pezzo di carta si ottengono dei segni appena visibili, che solo col calore divengono nettamente azzurri (inchiostro simpatico)."

(Dal Trattato di chimica inorganica (versione italiana del 1895) di Victor Richter)
L'inchiostro simpatico, o invisibile, è una sostanza utilizzata per la scrittura, che è invisibile, al momento dell'applicazione o subito dopo, e che in seguito può essere resa visibile tramite varie forme di intervento.

## Impiego
L'inchiostro simpatico è una forma di steganografia ed è stato utilizzato nello spionaggio. Altri impieghi includono l'anti-contraffazione, la marcatura di proprietà, giochi per bambini, e la marcatura per l'identificazione nel settore manifatturiero.
Sostanze per scrivere in maniera invisibile possono essere il succo di limone o il latte. Lo Zibaldone Da Canal indica anche il salammonio, mentre il manoscritto Pal. 998 aggiunge a questo il salgemma, il latte di fico e il succo di cipolla. Una volta asciugata la carta, si può leggere il messaggio avvicinandola al calore di una candela. Col cloruro di cobalto si prepara un inchiostro simpatico che è reversibile, ossia ha la particolarità di risultare visibile col calore ma di ritornare invisibile appena la carta si raffredda.

### Inchiostri a scomparsa

Struttura della timolftaleina

Gli inchiostri che sono visibili per un periodo di tempo senza l'intenzione di essere resi visibili di nuovo sono chiamati inchiostri a scomparsa. In genere si basano sulla reazione chimica tra la timolftaleina e una sostanza di base come l'idrossido di sodio. La timolftaleina, che normalmente è incolore, diventa blu in soluzione con la base. Poiché la base reagisce con l'anidride carbonica (sempre presente nell'aria), il pH scende al di sotto di 10,5 e il colore scompare. Sono disponibili anche penne che possono essere cancellate semplicemente facendo scorrere una penna speciale sul testo originale. Gli inchiostri a scomparsa sono stati utilizzati nelle pistole a spruzzo (o ad acqua), per messaggi segreti a tempo limitato, per motivi di sicurezza su pass non riutilizzabili, per scopi fraudolenti e per sartoria e altri mestieri in cui i segni di misurazione devono scomparire.

## Storia

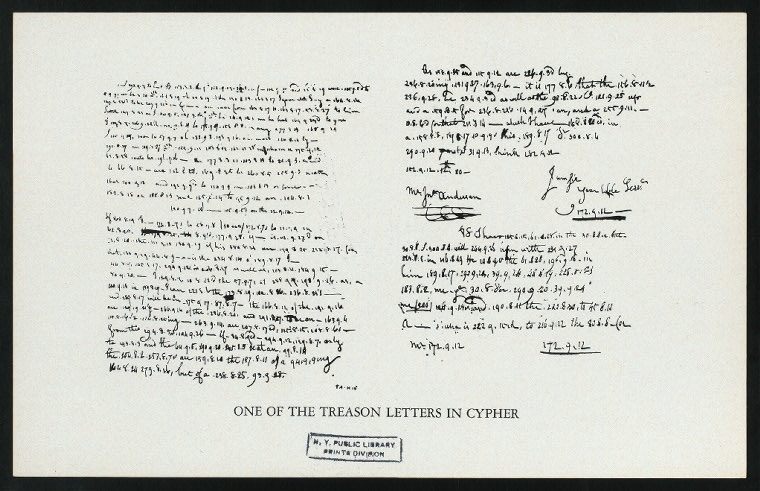
Una lettera in codice di Benedict Arnold, originariamente scritta con inchiostro invisibile.

Uno dei primi scrittori a menzionare un inchiostro invisibile è Enea Tacticus, nel IV secolo a.C. Lo menziona nel discutere come sopravvivere sotto assedio ma non indica il tipo di inchiostro da usare. Questo faceva parte della sua lista dei 20 diversi metodi di comunicazione segreta in un libro intitolato On the Defense of Fortifications. Una delle tecniche che prevedeva la steganografia prevedeva la perforazione di un minuscolo foro sopra o sotto le lettere in un documento per precisare un messaggio segreto. Questo non includeva un inchiostro invisibile, ma i tedeschi migliorarono il metodo durante la prima e la seconda guerra mondiale. Hanno usato inchiostro invisibile e micropunti invece di puntine.
Filone di Bisanzio potrebbe essere il primo scrittore noto a descrivere un inchiostro invisibile usando un reagente intorno al 217–218 a.C., con galle di quercia e vetriolo. Questi ingredienti sono stati usati per fare l'inchiostro ferrogallico. Le persone scoprirono presto che potevano scrivere invisibilmente con uno degli ingredienti e poi far apparire la scritta aggiungendo l'altro ingrediente. Plinio il Vecchio e il poeta romano Ovidio diedero consigli sull'uso dei succhi vegetali e del latte per scrivere messaggi segreti. I limoni furono usati anche come inchiostri organici dagli arabi intorno al 600 d.C. e durante il XVI secolo in Europa.
A Giovanni Battista della Porta è attribuita la prima ricetta per un inchiostro simpatico, derivato da allume e aceto, nonché il primo libro sulla scrittura segreta e gli inchiostri invisibili, Magia Naturalis (1558, 1589). Da allora, un'ampia varietà di inchiostri invisibili è stata utilizzata per tutti i tipi di scopi segreti. Una formula simile all'inchiostro di galla di quercia è stata creata da James Jay e utilizzata da George Washington e dal Culper Ring durante la Rivoluzione americana e il succo di limone fu usato dalle "Lemon Juice Spies" (Carl Muller e altri 4 tedeschi, che morirono tutti per i loro sforzi per suicidio o per esecuzione, insieme a John Hahn, un fornaio inglese) durante la prima guerra mondiale. Nella seconda guerra mondiale, soluzioni neutre o acide di fenolftaleina, un composto chimico estratto dalle pillole per la stitichezza, furono usate come inchiostro invisibile. È incolore ma diventa rosa se esposto ad alcali come l'ammoniaca e il bicarbonato di sodio.

## Uso moderno
Un sistema di voto E2E chiamato Scantegrity II utilizza l'inchiostro invisibile per consentire all'elettore di ottenere un codice di conferma solo per la selezione votata.
Come indicazione di sicurezza, la maggior parte degli inchiostri invisibili erano già conosciuti alla fine della prima guerra mondiale. Tuttavia, nel 1999, la US Central Intelligence Agency ha richiesto con successo che l'inchiostro invisibile della prima guerra mondiale rimanesse esente dalla declassificazione obbligatoria, sulla base del presupposto che l'inchiostro invisibile era ancora rilevante per la sicurezza nazionale. I documenti della prima guerra mondiale sono rimasti classificati fino al 2011.
L'ex agente dell'MI-6 Richard Tomlinson ha dichiarato che le penne roller Pentel Rolling Writer sono state ampiamente utilizzate dagli agenti dell'MI-6 per produrre scritte segrete sotto forma di messaggi invisibili durante le missioni.